# 斯塔德
斯塔德，也翻译为斯塔达、斯塔迪昂、希腊哩，或由复数翻译为斯塔迪阿、斯特迪亚，古希腊的一个长度单位，每1斯塔德折合600希腊尺，通常等于177.55到192.27米。

## 长度
斯塔德的具体长度，如今已不详，历史学家估计的长度在150米到210米之间。